# Decker (Manitoba)
Pour les articles homonymes, voir Decker.
Decker est une communauté non incorporée du Manitoba située dans l'ouest de la province et faisant partie de la municipalité rurale de Hamiota.

## Référence
- Profil de la municipalité de Hamiota - Statistiques Canada
- (en) Profil de la communauté